# Сборная России по регби (до 20 лет)
Сборная России по регби U-20 (до 20 лет) — национальная команда, представляющая Россию на международных турнирах по регби, в составе которой могут выступать регбисты России в возрасте до 20 лет. Сборная представляет Россию на международных юниорских турнирах, в том числе на Первенстве Европы U-20, который является квалификацией к Мировому трофею по регби среди юниоров (World Rugby Under 20 Trophy). Находится под управлением Федерации регби России (ФРР).
В середине 2019 года систему подготовки юношеских и юниорских команд России возглавил Сергей Борисович Лыско, начав новый цикл подготовки резерва национальной сборной. Решение об этом было принято в ходе заседания Высшего Совета Федерации регби России.

## Тренерский штаб
- Сергей Лыско (ФРР) — главный тренер
- Алексей Волков («СШОР №111», г. Москва) — старший тренер
- Никита Ильенко (РК «Енисей-СТМ», г. Красноярск) — тренер по атаке
- Андрей Отроков (РК «Металлург», г. Новокузнецк) — тренер по защите
- Андрей Мамочка (Без клуба) — тренер по общей и физической подготовке
- Яков Кузнецов — врач
- Дмитрий Шуляр — Массажист
- Илья Тирон (ФРР) — Администратор

## Все тренеры
- Сиуа «Джош» Таумалоло (до февраля 2019)
- Виталий Сорокин (февраль — 22 апреля 2019)[2]

## Сезон 2019-20

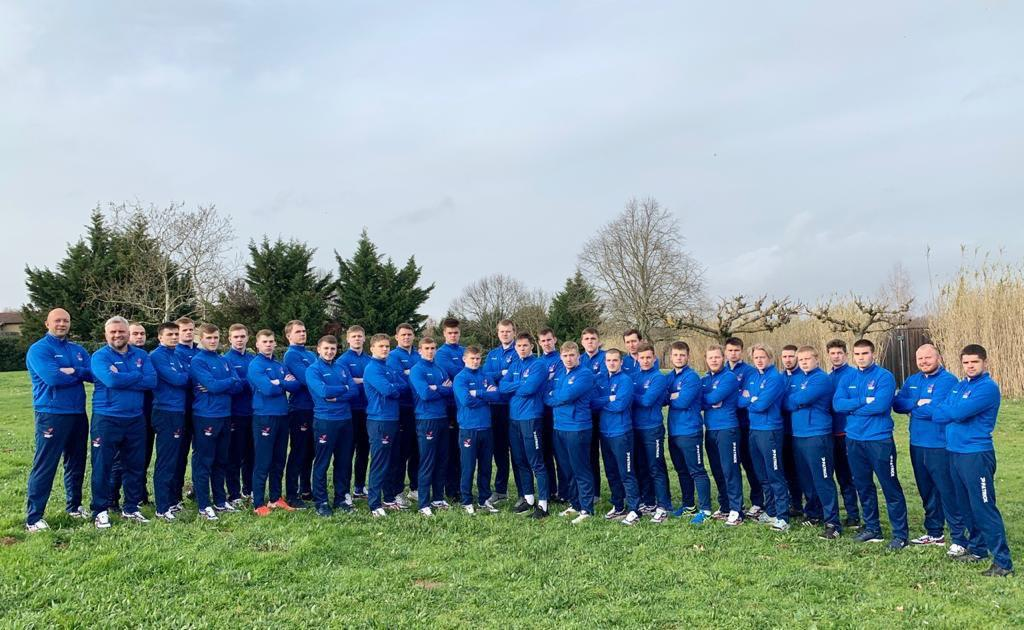
Сборная России по регби U20

Во время подготовки к Первенству Европы среди юниоров 2020 года (Rugby Europe U20 Men XV Championship) юниорская сборная России провела три сбора:
- г. Сочи на базе «Юг Спорт» с 7 по 21 декабря 2019 года[3]
- г. Сочи на базе «Юг Спорт» с 19 января по 2 февраля 2020 года
- во Франции в г. Тулуза с 17 февраля по 1 марта 2020 года[4]

На третьем сборе сборная сыграла два товарищеских матча с дублирующими составами профессиональных французских клубов Коломье и Тулузы.
В связи с пандемией коронавируса (COVID-19) 12 марта 2020 года Rugby Europe объявила сначала о переносе Первенства Европы U20, а 8 апреля и о его полной отмене.

## Результаты России на Первенствах Европы U20
| Год  | Место         |
| 2020 | Не проводился |
| 2019 | 6-е место     |
| 2018 | место         |
| 2017 | место         |

## Состав команды в сезоне 2019-20
| N   | Фамилия Имя Отчество             | Год рождения | Клуб                             |
| 1.  | Артёменко Владислав Анатольевич  | 2001         | РК «Богатыри»                    |
| 2.  | Архипов Иван Александрович       | 2001         | РК «Енисей-СТМ»                  |
| 3.  | Белослудцев Александр Николаевич | 2001         | РК «Енисей-СТМ»                  |
| 4.  | Гарманов Семен Андреевич         | 2001         | РК «Енисей-СТМ»                  |
| 5.  | Гераськин Владимир Владимирович  | 2000         | РК «Богатыри»                    |
| 6.  | Глотов Владимир Алексеевич       | 2001         | РК «Енисей-СТМ»                  |
| 7.  | Григоращенко Вячеслав Николаевич | 2001         | РК «Богатыри»                    |
| 8.  | Делла Сала Андреа                | 2001         | РК «Тренто», Италия              |
| 9.  | Домбровский Кирилл Ярославич     | 2001         | РК «Енисей-СТМ»                  |
| 10. | Егоров Никита Александрович      | 2001         | РК «Енисей-СТМ»                  |
| 11. | Кемаев Максим Сергеевич          | 2001         | РК «Енисей-СТМ»                  |
| 12. | Киреев Богдан Романович          | 2001         | РК «Тулон», Франция              |
| 13. | Кобзев Александр Анатольевич     | 2000         | Сборная Липецкой области         |
| 14. | Маслов Тимур Эльчинович          | 2000         | РК «Енисей-СТМ»                  |
| 15. | Мужев Вадим Олегович             | 2001         | РК «Енисей-СТМ»                  |
| 16. | Панарин Кирилл Михайлович        | 2001         | РК «ВВА-Подмосковье»             |
| 17. | Петрушинин Арсений Игоревич      | 2001         | РК «Стрела»                      |
| 18. | Ровский Артем Евгеньевич         | 2000         | РК «Енисей-СТМ»                  |
| 19. | Рябов Александр Геннадьевич      | 2000         | РК «Богатыри»                    |
| 20. | Савостин Максим Владимирович     | 2000         | РК «Богатыри»                    |
| 21. | Семенов Даниил Константинович    | 2000         | Красноярский край, г. Красноярск |
| 22. | Семиков Денис Витальевич         | 2001         | РК «Енисей-СТМ»                  |
| 23. | Сипкин Дмитрий Андреевич         | 2000         | РК «Енисей-СТМ»                  |
| 24. | Суксов Даниил Дмитриевич         | 2001         | РК «Енисей-СТМ»                  |
| 25. | Ткаченко Евгений Андреевич       | 2001         | РК «Богатыри»                    |
| 26. | Чернышов Илья Сергеевич          | 2000         | РК «Богатыри»                    |
| 27. | Шахов Александр Андреевич        | 2001         | РК «Богатыри»                    |
| 28. | Шевцов Максим Владиславович      | 2001         | РК «Динамо», г. Москва           |
| 29. | Шушеначев Данил Михайлович       | 2001         | РК «Енисей-СТМ»                  |